# Oligobalia
Oligobalia là một chi bướm đêm thuộc phân họ Tortricinae của họ Tortricidae.

## Các loài
- Oligobalia viettei Diakonoff, 1988